# Michał Chłopicki
Michał Chłopicki herbu Nieczuja (zm. w 1710 roku) – skarbnik żydaczowski w latach 1687-1702, sędzia kapturowy ziemi przemyskiej w 1696 roku.